# Mainz-Lerchenberg
Mainz-Lerchenberg est un quartier (Ortsbezirk) du sud-ouest de la ville-arrondissement de Mayence, capitale du Land de Rhénanie-Palatinat. Originellement, il s'agit du village du festival, fondé en 1962 à l'occasion du festival des deux mille ans de Mayence. Il a considérablement allégé le problème de l'habitat à Mayence, qui remonte à la fin de la Seconde Guerre mondiale. Le quartier est surtout connu pour abriter l'émetteur de la seconde chaîne de télévision allemande, ZDF.

## Géographie

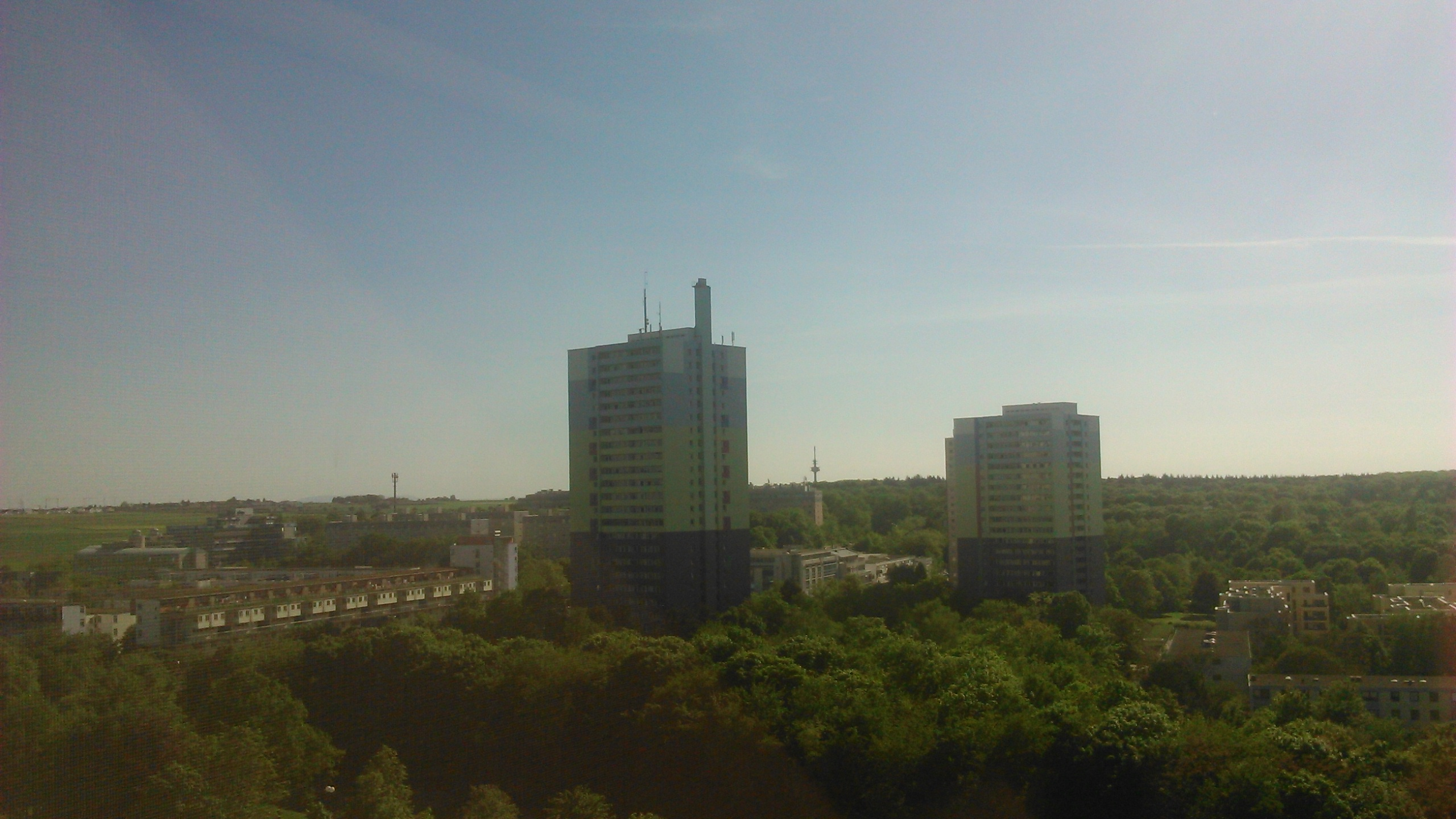
Vue sur Mainz-Lerchenberg depuis l'émetteur de ZDF

Lerchenberg se trouve sur une colline au long de la Vallée de Drais, à environ six kilomètres au sud-ouest du centre de Mayence. En direction de la Hesse rhénane, le quartier est bordé par la forêt d'Ober-Olm, et dans les autres directions, par des champs et des marécages.

## Histoire
Le 25 mai 1961, le conseil municipal de Mayence décide à l'occasion du Deuxième millénaire de la ville de Mayence la construction d'un village du jubilé. Après les destructions de la Seconde Guerre mondiale, il y avait des difficultés de logement, auxquelles répondrait ce nouveau quartier. Lors donc de l'année jubilaire, en 1962, le Land de Rhénanie-Palatinat, sous la présidence de Peter Altmeier, donna 62 ha à la ville de Mayence, en vue du territoire de ce nouveau quartier, à quoi la ville de Mayence rajouta 154 ha.
Le 16 avril 1964 le conseil municipal a décidé d'incorporer le village du jubilé à la ville, le baptisant Mainz-Lerchenberg, après un concours de propositions par les habitants. D'importants travaux de raccord aux réseaux de la ville mirent un certain temps à être réalisés. En septembre 1967, arrivent les premiers habitants, qui deux ans après seront 2 900. L'habitat était conçu en bungalows au Nord, dans le quartier des peintres, en maisons à terrasses au Sud, dans les quartiers des écrivains et des musiciens, et des gratte-ciel au centre. 20 ans plus tard, le quartier avait plus de 6 000 habitants.
Mayence avait été choisie comme lieu du siège de ZDF, mais il fallait un emplacement adapté. Le 25 juin 1964 la chaîne achète un terrain dans le voisinage du nouveau quartier Lerchenberg. En 1966 commencent les premiers travaux d'une première tranche, destinée à abriter la régie et les véhicules ; en 1971 commence une seconde tranche de travaux pour abriter la rédaction et l'administration, qui aboutit en 1974. En septembre 1977, une troisième tranche de travaux commençait pour le bâtiment circulaire de 166 m de diamètre, conçu par le Groupe Stieldorf (de), qui devait abriter le siège de la société, et sera achevé en 1984. Enfin, d'autres bâtiments ont complété l'ensemble du siège de ZDF-Sendezentrum sur le quartier de Mainz-Lerchenberg.

### Armes
Les armes de Mainz-Lerchenberg sont le résultat d'un concours organisé en 1978 parmi les habitants. Elles sont en quatre parties. En haut, les armes de Mayence, en diagonales, un oiseau (allusion au Lerchen ou passereau), et enfin en bas, le premier logo de ZDF (un II romain surmonté de deux yeux stylisés).

## Vie politique
Le conseil du quartier (Ortsbeirat) est composé de 13 conseillers, membres des cinq partis représentés aux dernières élections municiaples : en 2014, c'est le SPD qui a remporté le score le plus important et qui a donc 6 sièges.
La responsable (Ortsvorsteherin) est Sissi Westrich (SPD) depuis septembre 2013. Elle a succédé à Angelika Stahl (CDU), qui avait démissionné avant la fin de son mandat.
Au conseil de quartier (Ortsbeirat) cinq partis sont représentés, à la suite des élections de 2014.
Hebbelstraße 2
55127 Mainz
| Parti            | CDU | SPD | Grüne | ÖDP | FDP |
| Nombre de sièges | 4   | 6   | 1     | 1   | 1   |

## Économie et infrastructures

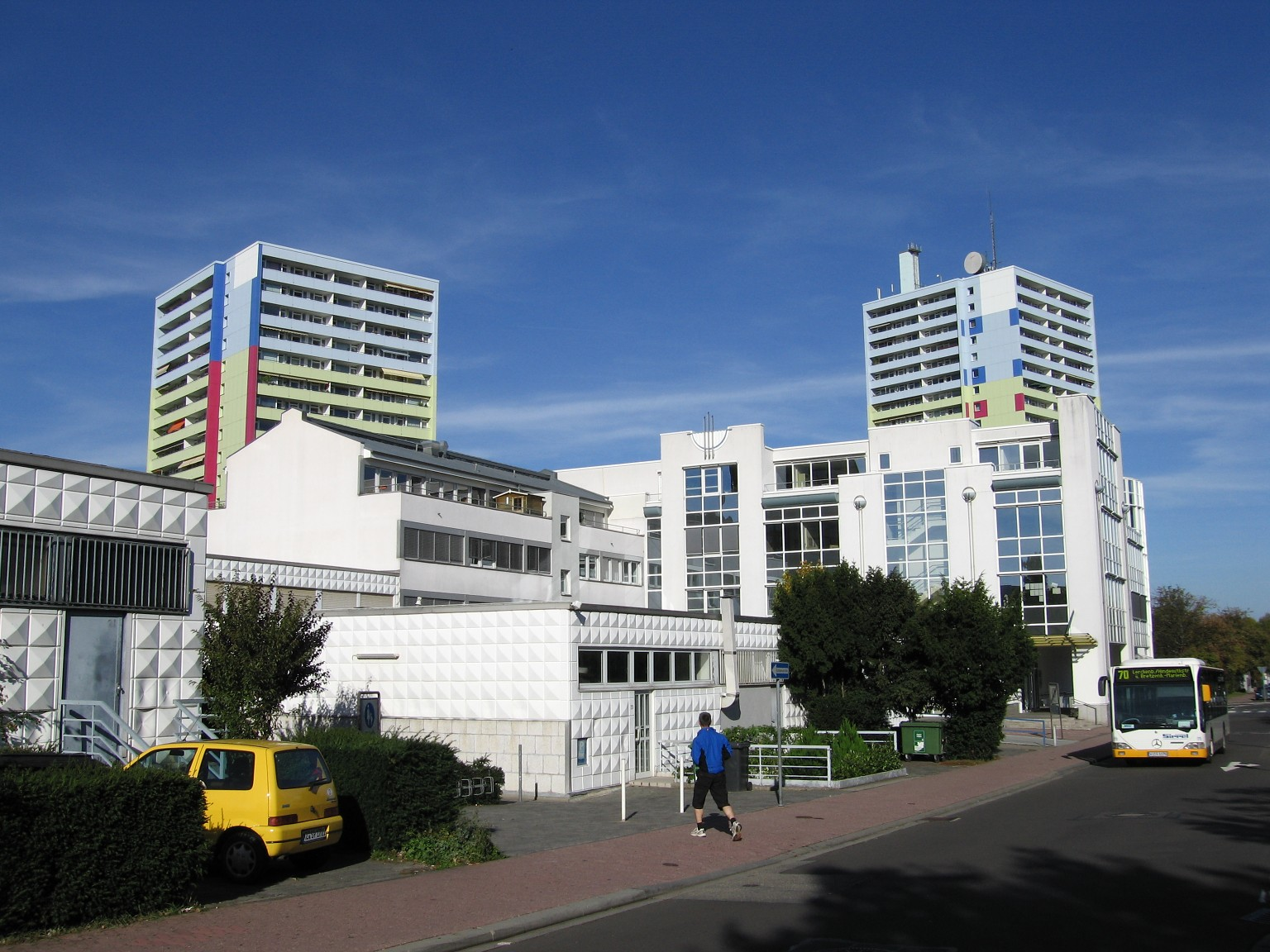
Centre de Lerchenberg
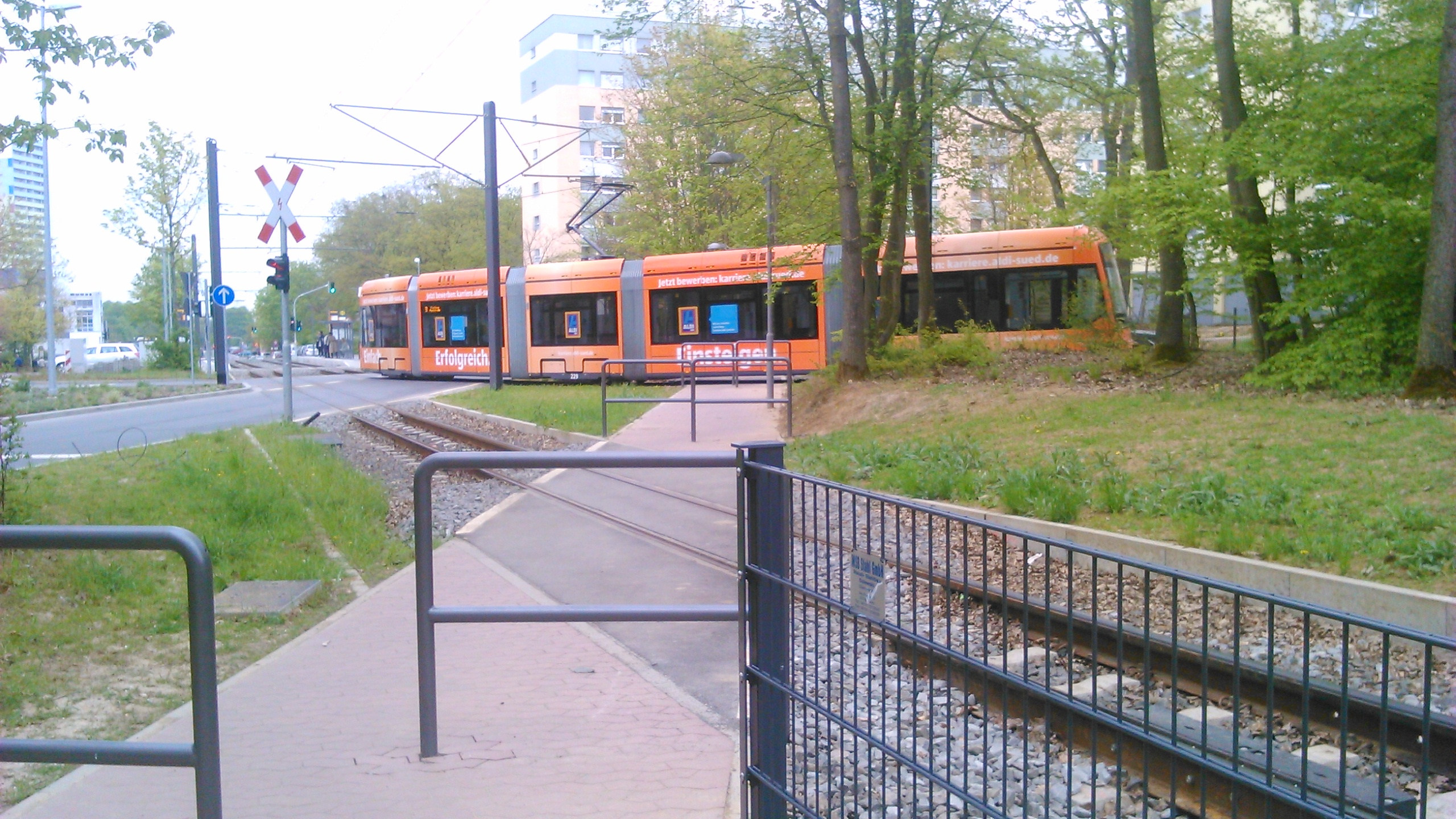
Variobahn
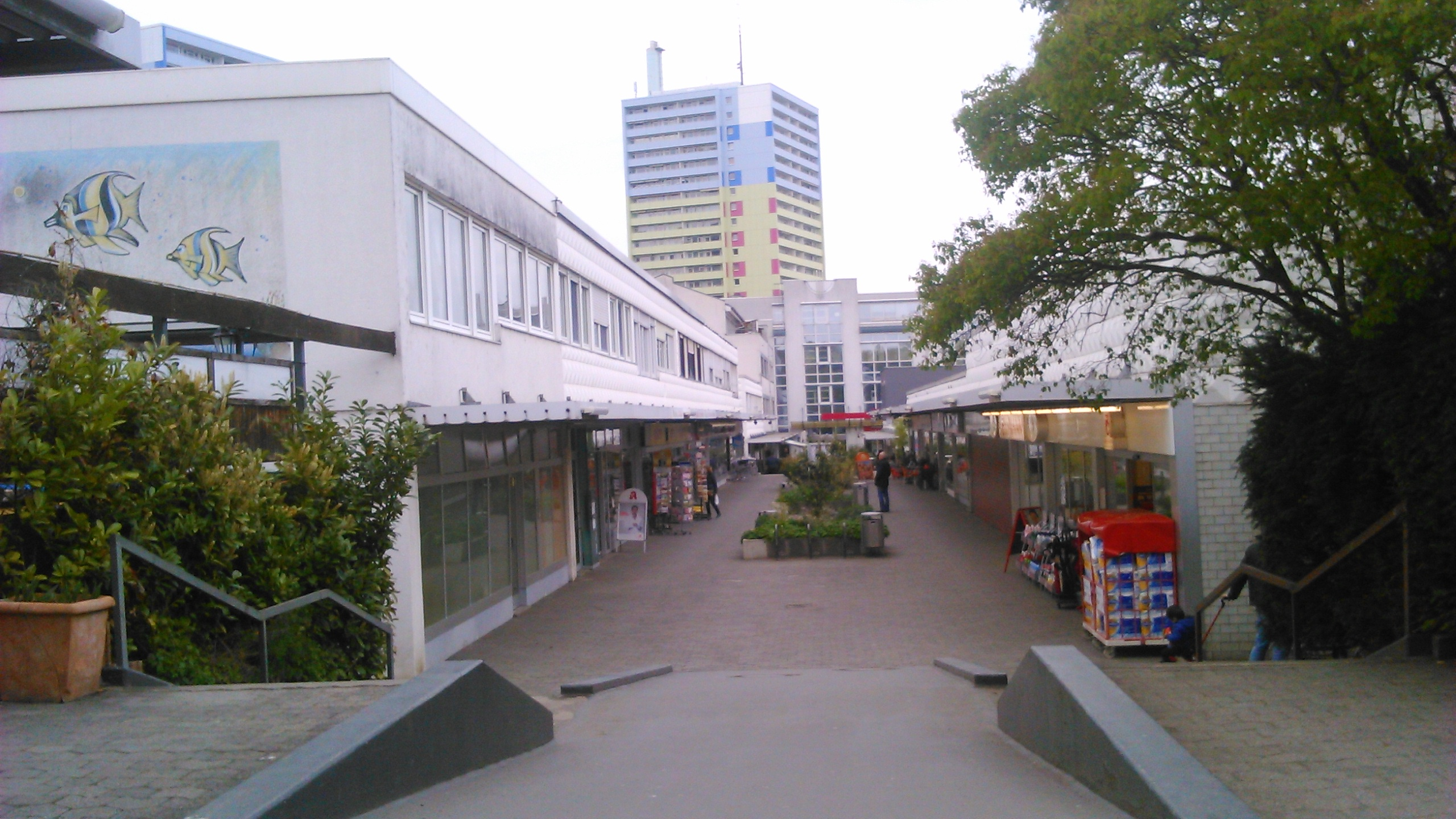
Centre commercial de Lerchenberg
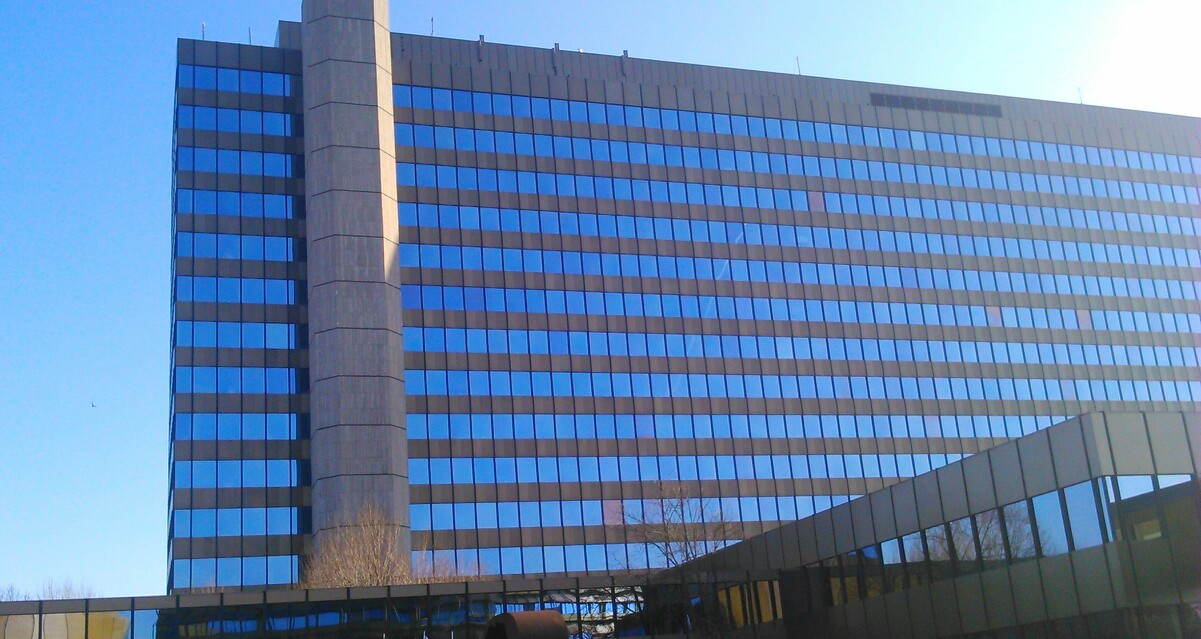
Bâtiment de la rédaction de ZDF

Le site allemand du groupe pharmaceutique danois Novo Nordisk A/S se trouve dans le quartier de Lerchenberg.
S'y trouvent aussi un centre commercial et une maison communale (Bürgerhaus) depuis la fondation du quartier.

### Transports
- Il existe un raccord direct Mainz-Lerchenberg avec l’Autoroute périphérique de Mayence (A 60)

- Depuis 2016 une nouvelle ligne de tramway rejoint Lerchenberg à la gare centrale de Mayence en 20 minutes[6].

| Ligne | Parcours |
| ----- | --- |
| 51    | Finthen;↔ Mainz/Hauptbahnhof ↔ Hauptbahnhof West;↔ Universität;↔ Lerchenberg;↔                                                             |
| 53    | Hechtsheim/Bürgerhaus ↔ Hechtsheim/Mühldreieck ↔ Hechtsheim/Jägerhaus ↔ Mainz/Pariser Tor ↔ Mainz/Hauptbahnhof ↔ Universität ↔ Lerchenberg |

- Les services de bus vers l'ensemble de la ville et les quartiers avoisinants sont assurés par les compagnies MVG (de) et ORN (de).

| MVG       | lignes 54, 71, 91 |
| MVG + ORN | ligne 75          |
| ORN       | ligne 650         |

### Médias
Lerchenberg est parfois aussi surnommé Medienberg (la montagne des médias), non seulement à cause du siège de ZDF, mais aussi à cause de ceux de 3sat et de la partie allemande de la chaîne ARTE. Des entreprises liées à ZDF sont bien évidemment là aussi (ZDF Werbefernsehen GmbH et ZDF Enterprises GmbH). De septembre 1991 jusqu'à leur déménagement vers Berlin et Munich, le siège de Sat.1 se trouvait là aussi. Également, le groupe publicitaire Rhein Main à son quartier général à Lerchenberg.
Enfin les prestataires de services de régie TV-Skyline et Media Service Center sont bien présents sur le site.

### Institutions publiques
- Direction générale des cours d'eau et de la pêche (de)
- École primaire
- École secondaire dans le centre scolaire Carl-Zuckmayer
- plusieurs crèches.

## Sport
Le club de sport de Lerchenberg est le SC Lerchenberg e. V. avec douze sections. Il dispose de huit courts de tennis et de dix trampolines.

## Source de la traduction
- (de) Cet article est partiellement ou en totalité issu de l’article de Wikipédia en allemand intitulé « Mainz-Lerchenberg » (voir la liste des auteurs).